# Быстряков, Владимир Юрьевич
Влади́мир Ю́рьевич Быстряко́в (укр. Володимир Юрійович Бистряков; род. 13 декабря 1946, Киев, Украинская ССР, СССР) — советский и украинский композитор, пианист, шоумен; заслуженный артист Украинской ССР (1987). Лауреат конкурса пианистов имени Б. Сметаны (Чехословакия, 1971 год).

## Биография
В детстве Владимир Быстряков уже проявлял композиторские способности. Ещё не достигнув и десяти лет, он писал незатейливые песни на слова С. Маршака и других детских поэтов. Учился в музыкальной школе имени Н. В. Лысенко. В 1972 году окончил Киевскую консерваторию. Незадолго до окончания учёбы принял участие в Международном конкурсе в Градец-Кралове и завоевал там первую премию. Эта победа открыла ему путь на эстраду. В 1972—1992 годах работал пианистом Киевской филармонии, выступал с фортепианными концертами. В его репертуаре были произведения Чайковского, Рахманинова, Скрябина, Шопена, Равеля.
В 1978 году Быстряков дебютировал как профессиональный композитор — по радио прозвучала его песня «Здравствуй, моё утро…», в исполнении Надежды Смирновой, а затем — целый ряд (больше десятка) песен в музыкальном телефильме «Сказка как сказка», в исполнении Людмилы Гримальской и ВИА «Мальвы». На сегодняшний день Быстряков является автором музыки более чем к 20 фильмам и 36 мультфильмам, автором эстрадных песен, инструментальных пьес, музыки к драматическим спектаклям. Первая популярность пришла к Быстрякову после того, как в 1982 году Валерий Леонтьев исполнил его песню «Куда уехал цирк?» (эта песня позже вошла также в репертуар Аллы Пугачёвой) Всего в репертуаре Леонтьева в те годы было 27 песен Владимира Быстрякова.
Как композитор много сотрудничал с известными артистами — Александром Малининым, Аллой Пугачёвой, Валерием Леонтьевым, Николаем Караченцовым, Ириной Аллегровой, Ольгой Кормухиной, Павлом Смеяном, Андреем Анкудиновым, Ларисой Долиной, Софией Ротару, Евгением Паперным, Ириной Понаровской, Ольгой Кабо, Альбертом Асадуллиным, Игорем Скляром, Аурикой Ротару, Георгием Мельским, Таисией Повалий, Екатериной Семёновой, Натальей Рожковой, Сергеем Пенкиным. Кроме того, в середине 1980-х годов Быстряков фактически открыл для эстрады будущую звезду Наташу Королёву, которая начала свою карьеру в двенадцатилетнем возрасте именно с его песнями.
В песенном жанре работал с такими поэтами-песенниками, как Александр Вратарёв, Аркадий Гарцман, Наум Олев, Владимир Шлёнский, Владимир Гоцуленко, Вадим Левин, Михаил Танич, Анатолий Поперечный, Юрий Рыбчинский, Игорь Лазаревский, Андрей Дмитрук, Юрий Гарин, Александр Коротко и другими. Совместно с киевским поэтом Владимиром Гоцуленко Быстряков создал вокально-поэтический цикл «Дорога к Пушкину…», который записал Николай Караченцов.
В настоящее время много работает с молодыми исполнителями, является членом жюри многочисленных песенных конкурсов и фестивалей, постоянным членом телевизионного клуба любителей анекдотов «Золотой гусак», цикла передач «В гостях у Вовы» и программы «На углу Крещатика и Дерибасовской». Ведёт обширную концертную деятельность в качестве ведущего и исполнителя собственных песен, руководит созданной им женской вокальной группой «Альтана». Популярная песня «Леди Гамильтон», которая написана Владимиром Быстряковым на стихи известного поэта Александра Вратарёва и входит в репертуар Георгия Мельского, Александра Малинина и Николая Караченцова, в 1993 году была признана лучшей песней года.
В 2014 году вместе с женой Ольгой основал школу-студию «Театр песни Ольги и Владимира Быстряковых», где дети, кроме вокала, изучают актёрское мастерство и танец. Воспитанники школы уже принимали участие в концертах, в том числе в киевском Оперном театре и в Украинском доме.
Жил и работал в Киеве. В марте 2022 года из-за боевых действий на Украине был вынужден уехать в Германию, к друзьям. При этом остается пророссийским сторонником.

## Семья
- Жёны:
  - Первый брак — Регина Григорьевна, урождённая Ханивецкая (с 1982 — Быстрякова; род. 13.09.1963 в Киеве), актриса; поженились 17 апреля 1982 года.
  - Второй брак — Ольга Неизвестная (род. 24.11.1982)[7], солистка группы «Альтана»[5], поженились 4 августа 2005 года.
- Дети:
  - Маргарита (род. 15 мая 1987 года), дочь от 1-го брака.
  - Георгий (род. 29 января 1998 года), сын от 1-го брака, композитор.
  - Мария (род. 19 января 2006 года), дочь от 2-го брака.
  - Александр (род. в апреле 2009 года), сын от 2-го брака.

## Авторская дискография
- 1989 — Николай Караченцов «Дорога к Пушкину» (винил)[19]
- 1991 — Николай Караченцов «Звёзды Владимира Быстрякова» (магнитоальбом)
- 1994 — «Песни Владимира Быстрякова. Парад Звёзд — 3» (CD)[20]
- 1994 — Николай Караченцов «Предчувствие любви» (CD)[21]
- 2019 — Владимир Быстряков «Алиса в Зазеркалье» (винил)[22]

## Основные сочинения

### Песни
- «Алиби» (слова Владимира Гоцуленко) исполняет Николай Караченцов
- «Блюз капроновых чулок» (слова Александра Вратарёва) исполняет Ольга Кормухина, из фильма «Звезда Шерифа»
- «Быль-небыль» (слова Владимира Шлёнского) исполняет Николай Караченцов
- «Валя, Валюшка, Валя…» (слова Аркадия Гарцмана) исполняет Владимир Быстряков
- «В жизни, как в кино» (слова Наума Олева) исполняют Олег Шеременко и ансамбль «Фестиваль», из мультфильма «Остров сокровищ»
- «Дачный роман» (слова Михаила Танича) исполняет Валерий Леонтьев
- «Двое под дождём» (слова Наума Олева) исполняет Валерий Леонтьев
- «Другие слова» (слова Игоря Лазаревского) исполняют Николай Караченцов и Татьяна Шиманская
- «Говорящая рыба» (слова Вадима Левина) исполняют Евгений Паперный
- «Гончарный круг» (слова Анатолия Поперечного) исполняет Лилия Сандулеса
- «Гори, свеча» (слова Александра Вратарёва) исполняет Александр Николаенко
- «Город Хайфа» (слова Александра Вратарёва) исполняет Владимир Быстряков, из фильма «Ехать — значит ехать…»
- «Евреи, будьмо!» (слова Александра Вратарёва) исполняет Георгий Мельский, из фильма «Ехать — значит ехать…»
- «Еврейская цыганочка» (слова Александра Вратарёва) исполняет Лилия Гилева, из фильма «Ехать — значит ехать…»
- «Ехать — значит ехать…» (слова Аркадия Гарцмана) исполняет Николай Караченцов
- «Занавеска» (слова Аркадия Гарцмана) исполняет Николай Караченцов
- «Исповедь» (слова Владимира Гоцуленко) исполняет Николай Караченцов, из музыкально-поэтического цикла «Дорога к Пушкину»
- «История любви» (слова Михаила Шелехова) исполняет Андрей Анкудинов
- «История о мальчике Бобби» (слова Наума Олева) исполняет ансамбль «Фестиваль», из мультфильма «Остров сокровищ»
- «И я тащусь» (слова Аркадия Гарцмана) исполняет Таисия Повалий
- «Казна любви пуста» (слова Владимира Гоцуленко) исполняет Андрей Анкудинов
- «Каратэ» (слова Владимира Гоцуленко) исполняет Николай Караченцов
- «Красное и чёрное» (слова Владимира Гоцуленко) исполняет Андрей Анкудинов
- «Куда уехал цирк?» (слова Вадима Левина) исполняют Алла Пугачёва и Спартак Мишулин, а также Валерий Леонтьев, Леонид Борткевич, Светлана Дидоренко)
- «Купи девчоночку» (слова Юрия Гарина) исполняет Ирина Аллегрова)
- «Леди Гамильтон» (слова Александра Вратарёва) исполняет Николай Караченцов
- «Леди Жёлтый цвет» (слова Александра Вратарёва) исполняет Николай Караченцов
- «Ливень» (слова Наума Олева) исполняют Павел Смеян и Наталья Ветлицкая
- «Маленький чёрный полковник» (слова Аркадия Гарцмана) исполняет Николай Караченцов
- «Мама, я, кажется, влюбилась…» (слова Александра Вратарёва) исполняет Екатерина Семёнова
- «Мир без чудес» (слова Андрея Дмитрука и Александра Костинского) исполняют Ирина Понаровская; Альберт Асадуллин), лауреат Песни-85
- «Морская миля» (слова Наума Олева) исполняет Валерий Леонтьев, из фильма «Последний довод королей»
- «Морская пехота» (слова Наума Олева) исполняет Валерий Леонтьев, из фильма «Последний довод королей»
- «Мотаю срок» (слова Александра Коротко) исполняет Николай Караченцов)
- «Мы все — участники регаты» (слова Наума Олева) исполняют Олег Шеременко и ансамбль «Фестиваль», из мультфильма «Остров сокровищ»
- «На краю земли» (слова Владимира Гоцуленко) исполняет Николай Караченцов, из музыкально-поэтического цикла «Дорога к Пушкину»
- «Наш роман» (слова Аркадия Гарцмана) исполняет Владимир Быстряков
- «Не подходи ко мне» (слова Наума Олева) исполняет Ольга Кормухина, из фильма «Звезда Шерифа»
- «Неприкаянный» (слова Александра Вратарева) исполняет Александр Малинин
- «Одноразовая женщина» (слова Аркадия Гарцмана) исполняет Андрей Анкудинов
- «Опасная игра» (слова Александра Вратарева) исполняет Николай Караченцов
- «Осенний лес» (слова Павла Кима) исполняет Николай Караченцов
- «Остров сокровищ» (слова Наума Олева) исполняют Олег Шеременко и ансамбль «Фестиваль», из мультфильма «Остров сокровищ»
- «Охота» (слова Наума Олева) исполняет Валерий Леонтьев, из фильма «Последний довод королей»
- «Песенка друзей» (слова Александра Вратарева) исполяет Наталья Рожкова, из мультфильма «По дороге с облаками»)
- «Песенка о капрале» (слова Наума Олева) исполняет Валерий Леонтьев, из фильма «Последний довод королей»
- «Песня о вреде курения» (слова Наума Олева) исполняют Олег Шеременко и ансамбль «Фестиваль», из мультфильма «Остров сокровищ»
- «Песня о вреде пьянства» (слова Аркадия Гарцмана) исполняют Олег Шеременко и ансамбль «Фестиваль», из мультфильма «Остров сокровищ»
- «Песня о пользе спорта» (слова Аркадия Гарцмана) исполняют Олег Шеременко, Валентин Приходько и ансамбль «Фестиваль», из мультфильма «Остров сокровищ»
- «Песня о жадности» (слова Аркадия Гарцмана) исполняют Олег Шеременко и ансамбль «Фестиваль», из мультфильма «Остров сокровищ»
- «Петя Чижиков летает» (слова Александра Вратарёва) исполняет Екатерина Семёнова
- «Письма» (слова Наума Олева) исполняет Лариса Долина
- «Подол, Подол…» (слова Юрия Рыбчинского) исполняет Владимир Быстряков
- «По лестнице» (слова Юрия Рыбчинского) исполняет Валерий Леонтьев
- «Почти забытый мотив» (слова Александра Вратарёва) исполняют Валерий Леонтьев; Раиса Мухаметшина и Владимир Винокур; Ольга и Владимир Быстряковы
- «Продавец шаров» (слова Александра Вратарёва) исполняет София Ротару
- «Разноцветные калоши» (слова Александра Костинского и Юрия Рогозы) исполняет Наталья Рожкова
- «Сезон прощаний» (слова Юрий Рогоза, исполняет Николай Караченцов)
- «Секретная служба» (слова Наума Олева) исполняет Валерий Леонтьев, из фильма «Последний довод королей»
- «Семейный портрет в интерьере» (слова Наума Олева) исполняет Валерий Леонтьев, из фильма «Последний довод королей»
- «Скачки» (слова Наума Олева) исполняет Валерий Леонтьев, из фильма «Последний довод королей»
- «Смейся, паяц!» (слова Александра Вратарёва) исполняет Николай Караченцов
- «Старый город в ритме дождя» (слова Александра Вратарёва) исполняет Валерий Леонтьев
- «Стой!» (слова Аркадия Гарцмана) исполняет Екатерина Семёнова
- «Счастливое детство» (слова Наума Олева) исполняет Валерий Леонтьев, из фильма «Последний довод королей»
- «Тайна падающей звезды» (слова Владимира Гоцуленко) исполняет Николай Караченцов, из музыкально-поэтического цикла «Дорога к Пушкину»
- «Танго Сильвера» (слова Наума Олева) исполняюет Армен Джигарханян, из мультфильма «Остров сокровищ»[23]
- «Туманная баллада» (слова Наума Олева) исполняет Валерий Леонтьев, из фильма «Последний довод королей»
- «Ты не Челентано» (слова Александра Вратарёва) исполняют Наталья Рожкова и Евгений Паперный
- «Ты уходишь в Театральный» (слова Андрея Дмитрука) исполняюет Игорь Скляр
- «Happy End» (слова Наума Олева) исполняет Валерий Леонтьев, из фильма «Последний довод королей»
- «Цирк возвращается» (слова Александра Вратарёва) исполняет Валерий Леонтьев
- «Чернокожая блондинка» (слова Аркадия Гарцмана) исполняют Евгений Паперный
- «Шанс» (слова Наума Олева) исполняют Олег Шеременко, Анна Лев и ансамбль «Фестиваль», из мультфильма «Остров сокровищ»
- «Штат Невада» (слова Наума Олева) исполняет Валерий Леонтьев, из фильма «Последний довод королей»
- «Юбилей» (слова Аркадия Гарцмана) исполняет Николай Караченцов
- «Я для тебя зажгу звезду» (слова Андрея Дмитрука) исполняет Сергей Пенкин

### Музыка к кинофильмам
1. 1978 — Сказка как сказка…
2. 1979 — Расколотое небо
3. 1979 — Поездка через город (новелла «Любовь под псевдонимом»)
4. 1979 — Киевские встречи
5. 1979 — Затяжной прыжок
6. 1980 — Странный отпуск
7. 1981 — Тайна, известная всем
8. 1983 — Последний довод королей
9. 1983 — Вечера на хуторе близ Диканьки
10. 1986 — Обвиняется свадьба
11. 1986 — Красные башмачки
12. 1990 — Ха-би-ассы
13. 1991 — Круиз, или Разводное путешествие
14. 1991 — Казус импровизус
15. 1991 — Женщина для всех
16. 1991 — Верный Руслан
17. 1992 — Звезда шерифа
18. 1992 — Безумные макароны, или Ошибка профессора Бугенсберга[24] (не завершён)
19. 1992 — Общая картина была красива
20. 1992 — Ехать — значит ехать…
21. 1992 — Романс о поэте
22. 1993 — Шанс
23. 1995 — Остров любви (Фильм 6, 7, 8, 10)
24. 1997 — Хиппиниада, или материк любви
25. 2007 — Я считаю: раз, два, три, четыре, пять…
26. 2007 — Ёлка, кролик, попугай
27. 2008 — Новогодняя семейка
28. 2009 — Индийское кино
29. 2010 — Муж моей вдовы

### Музыка к мультфильмам
1. 1981 — Про больших и маленьких
2. 1981 — Сезон охоты
3. 1982 — Алиса в Зазеркалье
4. 1982 — Ба-буш-ка!
5. 1982 — Путаница
6. 1983 — Посылка из Бомбея
7. 1983 — Савушкин, который не верил в чудеса
8. 1983 — Услуга
9. 1984 — Как Петя Пяточкин слоников считал
10. 1984 — Твой любящий друг
11. 1984 — По дороге с облаками
12. 1985 — Отчаянный кот Васька
13. 1985 — Игра
14. 1985 — Солнышко и снежные человечки
15. 1986 — Сражение
16. 1986 — Трудолюбивая старушка
17. 1986 — Три новеллы
18. 1986 — Гаврош
19. 1987 — Белая арена
20. 1987 — Каменный век
21. 1987 — Песочные часы
22. 1987 — Старый сапожник
23. 1987 — Страшная месть
24. 1988 — Кавардак
25. 1988 — Мы — женщины. Сладкая жизнь
26. 1988 — Ой, куда же ты едешь?
27. 1988 — Остров сокровищ
28. 1989 — Ерик
29. 1989 — Моя семья
30. 1990 — Любовь и смерть картошки обыкновенной
31. 1991 — Бестолковый вомбат
32. 1991 — Крокодил
33. 1991 — Страсти-мордасти
34. 1993 — Новогоднее приключение Муви
35. 1993 — DIG SQUAD. Фильм первый
36. 1993 — Клиника[25]
37. 1994 — Муви-няня
38. 1994 — Приключения Муви. Ралли
39. 1994 — DIG SQUAD. Скипетр фараона
40. 1995 — Команда DIG. Фильм второй. Похищение века
41. 1996 — Приключения Муви. Сафари
42. 1996 — Последняя жена Синей Бороды
43. 2005 — Футбол, футбол...[26]
44. 2008 — Про Алика и Лёлика
45. 2017 — Бравый молодой казак (трейлер)[27]

### Музыка к балету
- «Как Петя Пяточкин слоников считал» — детский балет по мотивам истории «Как Петя Пяточкин слоников считал», которую написала Наталья Гузеева

## Фильмография
1. 1983 — «Песня о Днепре» — читает стих про Киев[28]
2. 1988 — «Остров сокровищ. Сокровища капитана Флинта» — персонаж музыкальных видеозаставок / смех собаки в «Песне о мальчике Бобби»
3. 1992 — «Ехать — значит ехать…» — Амадеус Моцик
4. 1991 — «Страсти-мордасти»
5. 1993 — «Клиника»
6. 1998 — «Бери шинель…»
7. 2007 — «Ёлка, кролик, попугай» — Дед Мороз

## Телевизионные проекты
- Цикл передач «В гостях у Вовы»
- Программа «На углу Крещатика и Дерибасовской»
- Телепрограмма «Шоу долгоносиков»
- Телепрограмма «Золотой гусь» на телеканале «Интер»

## Награды
- 1971 — Лауреат конкурса пианистов им. Б. Сметаны (Чехословакия, 1971 год)
- 1987 — Заслуженный артист Украинской ССР